# Volodimir Anatolijovics Bigyovka
Volodimir Anatolijovics Bigyovka (ukránul: Володимир Анатолійович Бідьовка; oroszul: Владимир Анатольевич Бидёвка, Makijivka 1981. március 7-) donyecki politikus, jelenleg a szakadár Donyecki Népköztársaság Népi Tanácsának elnöke.

## Életrajza
Bigyovka 1981. március 7-én született az ukrajnai Makijivkában. 2015-ig az Ukrán Kommunista Párt tagja volt. A pártot 2010-2012 között a Donyecki Regionális Tanács tagjaként, 2012-ben pedig parlamenti képviselőként képviselte. Miután a 2014-es választásokon nem sikerült mandátumot szereznie, a Donyecki Népköztársaság által ellenőrzött régiókba költözött, ahol 2014 novemberében beválasztották a törvényhozásba. A Donyecki Népköztársaság népi tanácsának elnöki posztján 2018. november 20-án váltotta le Olga Makejevát. Bigyovka az Európai Unió által illegális választásokban részt vevő személyek listáján is szerepelt, és pénzügyi szankciókat rendeltek el ellene.